# 2,6-dichloor-4-nitroaniline
2,6-dichloor-4-nitroaniline (afgekort tot DCNA) is organische verbinding met als brutoformule C6H4Cl2N2O2. De stof komt voor als reukloze gele naaldvormige kristallen, die onoplosbaar zijn in water.

## Synthese
2,6-dichloor-4-nitroaniline kan rechtstreeks bereid worden uit 4-nitroaniline, door reactie met zoutzuur, natriumchloraat en natriumchloride.

## Toepassingen
2,6-dichloor-4-nitroaniline wordt gebruikt als fungicide, hoofdzakelijk tegen sclerotiënrot (Sclerotinia sclerotiorum). Handelsnamen van de stof zijn Allisan, Botran en Ditranil.

## Toxicologie en veiligheid
2,6-dichloor-4-nitroaniline ontleedt bij verhitting of bij verbranding, met vorming van giftige en corrosieve dampen, onder andere stikstofoxiden en waterstofchloride.
De stof is irriterend voor de ogen, de huid en de luchtwegen.